# البطريركية الأرثوذكسية التركية المستقلة

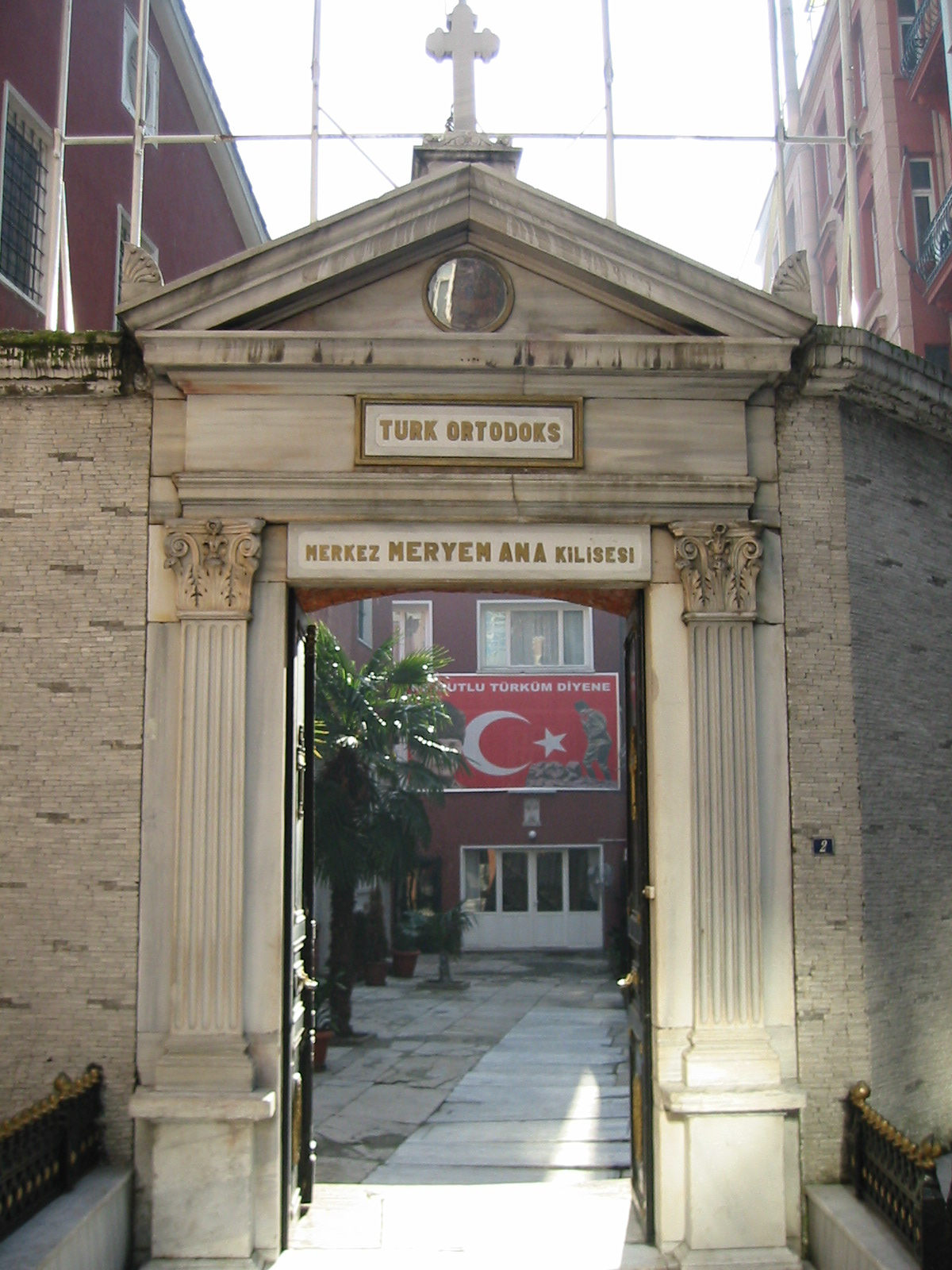
مقر البطريركية التركية الأرثوذكسية.

البطريركية الأرثوذكسية التركية المستقلة (بالتركية: Bağımsız Türk Ortodoks Patrikhanesi) أو الكنيسة التركية الأرثوذكسية (بالتركية: Türk Ortodoks Kilisesi) وهي كنيسة أرثوذكسية شرقية غير معترف بها. أتباع الكنيسة هم بشكل خاص المسيحيين الأرثوذكس من الإثنيّة والعرقيّة التركيّة ومن دعاة القومية التركيّة، الكنيسة متأثرة بشكل كبير في القومية التركية.
تعود بداية الكنيسة إلى الحرب التركية اليونانية (1919–1922) حيث عاشت جماعات يونانية أرثوذكسية كبيرة في منطقة الأناضول خصوصًا في كبادوكيا تحدثت اللغة التركية كلغة أم وتبنت القومية التركية منذ القرن السابع عشر بعدما تعرضت لحملات تتريك. وبقت هذه الجماعة في تبعية دينية تحت نفوذ بطريركية القسطنطينية المسكونية. بعد مجمع الأناضول العام للكنيسة التركية الأناضولية (بالتركية:Umum Anadolu Türk Ortodoksları Cemaatleri) تعالت الأصوات لتأسيس كنيسة للأرثوذكس الناطقين باللغة التركية. خصوصًا أن أبناء هذه الجماعة أعتبرت نفسها تركيّة منها «كارامانليدس» الذين عرفوّا عن أنفسهم أنهم أرثوذكس وأتراك. فضلًا عن الكاكوز وهم شعب تركي يعتنق المسيحية على مذهب الأرثوذكسية الشرقية. أجبر الكاراماندليس بسبب اتفاقية التبادل السكاني بين اليونان وتركية 1923 على النزوح من الجمهورية التركية.
تأسست في عام 1922 البطريركية الأرثوذكسية التركية المستقلة وتبعها 72 كاهن. وكان بطريرك الكنيسة بابا إفتيم. بالغالب تناوب ورثة وأبناء أسرة بابا إفتيم رئاسة البطريركية. وفي عام 1924 اعتمدت البطريركية اللغة التركية كلغة العبادة. بنت البطريركية الأرثوذكسية التركية المستقلة من خلال أسرة إفتيم علاقات جيدة مع حزب الحركة القومية التركي. في سنة 2016 وصلت تعداد أتباع الكنيسة حوالي 400 شخص، ويقطن معظمهم في مدينة إسطنبول.